# Llano Abajo (Los Santos)
Llano Abajo es un corregimiento ubicado en el distrito de Guararé en la provincia panameña de Los Santos. En el año 2010 tenía una población de 550 habitantes y una densidad poblacional de 25,9 personas por km².